# Peine forte et dure

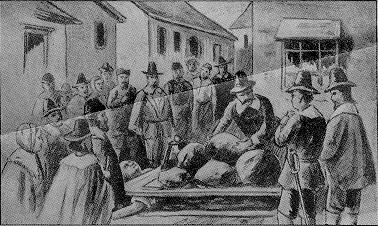
Жиль Кори под камнями во время суда над салемскими ведьмами (1692)

Peine forte et dure (с фр. — «сильное и продолжительное мучение») — в англосаксонской системе права вид пыток, применявшихся к обвиняемым, которые отказывались выступить перед судом. На грудь человека устанавливали доску и укладывали камни, постепенно увеличивая давление, что могло привести к смерти. Для того, чтобы попасть под юрисдикцию суда, обвиняемый должен был выразить отношение к обвинению (признать себя виновным или оспаривать обвинение). Если он продолжал хранить молчание и умирал под пыткой, он формально оставался невиновным. Некоторые обвиняемые, которым угрожала смертная казнь, предпочитали смерть от peine forte et dure, в таком случае их имущество могло избежать конфискации и перейти наследникам.
В Англии отменена в 1772 году. В истории США (в период зависимости от Англии) известен один случай, когда была применена процедура peine forte et dure: в ходе судебного процесса над салемскими ведьмами в 1692 году был раздавлен камнями восьмидесятилетний Жиль Кори.

## В литературе
- В романе Виктора Гюго «Человек, который смеётся» достаточно подробно рассказывается об этом виде пыток.
- Герой романа В. Набокова «Лолита» вспоминает о пытке peine forte et dure после получения признания в любви от матери Лолиты.
- Йен Пирс "Перст указующий"  В описании судебного процесса над Бланди.

## В кино
- «Суровое испытание» — реж. Николас Хайтнер (США, 1996).
- «Порох» (мини-сериал) — реж. Ронан Беннет, Дэниел Уэст, Кит Харингтон (Великобритания, 2017).

## В видеоиграх
- В видеоигре The Dark Pictures Anthology: Little Hope одного из второстепенных персонажей, Джосефа Ламберта, казнят таким способом.